# شارلوت مینو
شارلوت مینو (انگلیسی: Charlotte Mineau؛ ۲۴ مارس ۱۸۸۶ – ۱۲ اکتبر ۱۹۷۹) بازیگر اهل ایالات متحده آمریکا بود. وی بین سال‌های ۱۹۱۳ تا ۱۹۳۲ میلادی فعالیت می‌کرد.

## فیلم‌شناسی
- لباس راحت ساحلی (۱۹۳۱)
- عاقله‌مردهای دست‌ودلباز (۱۹۲۷)
- عاشقی کن و اشک بریز (۱۹۲۷)
- ۴۵ دقیقه از هالیوود (۱۹۲۶)
- زن جوان بگیر (۱۹۲۶)
- گنجشک‌ها (۱۹۲۶)
- خوشبختی (۱۹۲۴)
- عشق، شرافت و سلوک (۱۹۲۰)
- ایزی استریت (۱۹۱۷)
- پشت صفحه نمایش (۱۹۱۶)
- سمساری (۱۹۱۶)
- کنت (۱۹۱۶)
- سرسره‌بازی (۱۹۱۶)
- خانه‌به‌دوش (۱۹۱۶)
- آتش‌نشان (۱۹۱۶)
- بازرس فروشگاه (۱۹۱۶)
- شبی در نمایش (۱۹۱۵)
- شغل جدیدش (۱۹۱۵)